# 877 (numero)
Ottocentosettantasette (877) è il numero naturale dopo l'876 e prima dell'878.

## Proprietà matematiche
- È un numero dispari.
- È un numero primo.
- È un numero difettivo.
- È un numero intero privo di quadrati.
- È un numero odioso.
- È un numero nontotiente in quanto dispari e diverso da 1.
- È un numero congruente.
- È parte delle terne pitagoriche (348, 805, 877), (877, 384564, 384565).

## Astronomia
- 877 Walküre è un asteroide della fascia principale.
- NGC 877 è una galassia spirale della costellazione dell'Ariete.

## Astronautica
- Cosmos 877 è un satellite artificiale russo.